# Célestin Allard-Cambray
Pour les articles homonymes, voir Allard et Cambray (homonymie).
Célestin Allard-Cambray, né à Paris en 1840 et mort dans la même ville en 1881, est un peintre, dessinateur et graveur français.

## Biographie
Élève de l'École royale des Beaux-Arts de Madrid, de Léon Cogniet et de Joseph-Nicolas Robert-Fleury, il est connu pour sa toile La répétition interrompue. Il est aussi graveur à l'eau-forte.

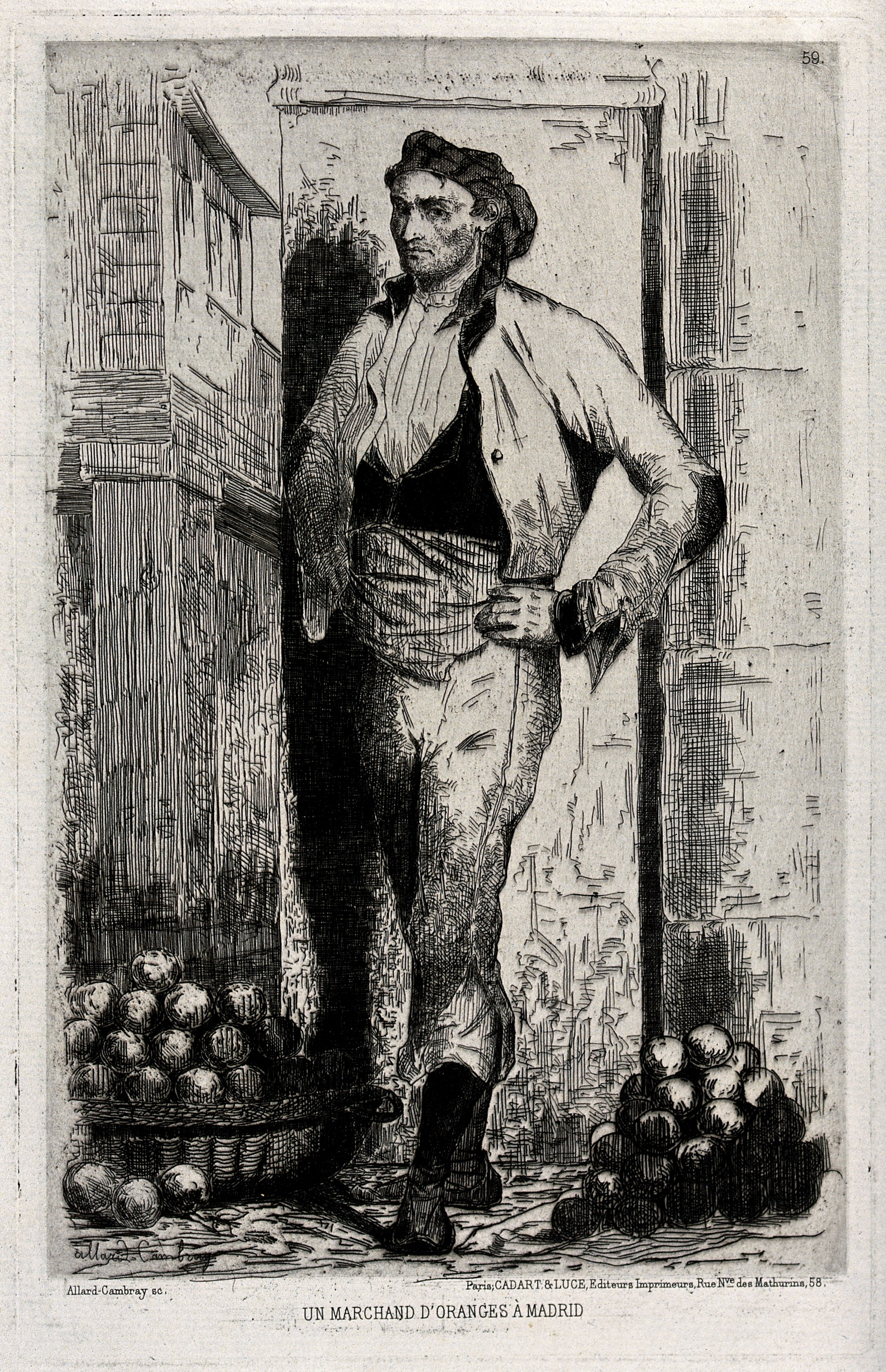
Un homme debout dans l'embrasure d'une porte, avec des paniers d'oranges sur le sol, eau-forte.
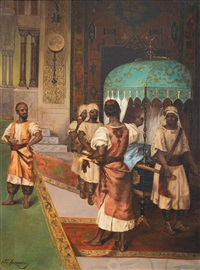
Procession dans le palais ottoman, huile sur toile.